# Estação Ceilândia Norte
A Estação Ceilândia Norte é uma das estações do Metrô do Distrito Federal, situada em Ceilândia, entre a Estação Ceilândia Centro e a Estação Terminal Ceilândia. Administrada pela Companhia do Metropolitano do Distrito Federal, faz parte da Linha Verde.
Foi inaugurada em 16 de abril de 2008. Localiza-se no Setor N QNN 13, Conjunto P. Atende a região administrativa de Ceilândia.

## Localização
Em suas imediações se localiza o Centro Cultural de Ceilândia, inaugurado em dezembro de 1993 e que abriga a Biblioteca Carlos Drummond de Andrade.